# 波尔泽拉市镇

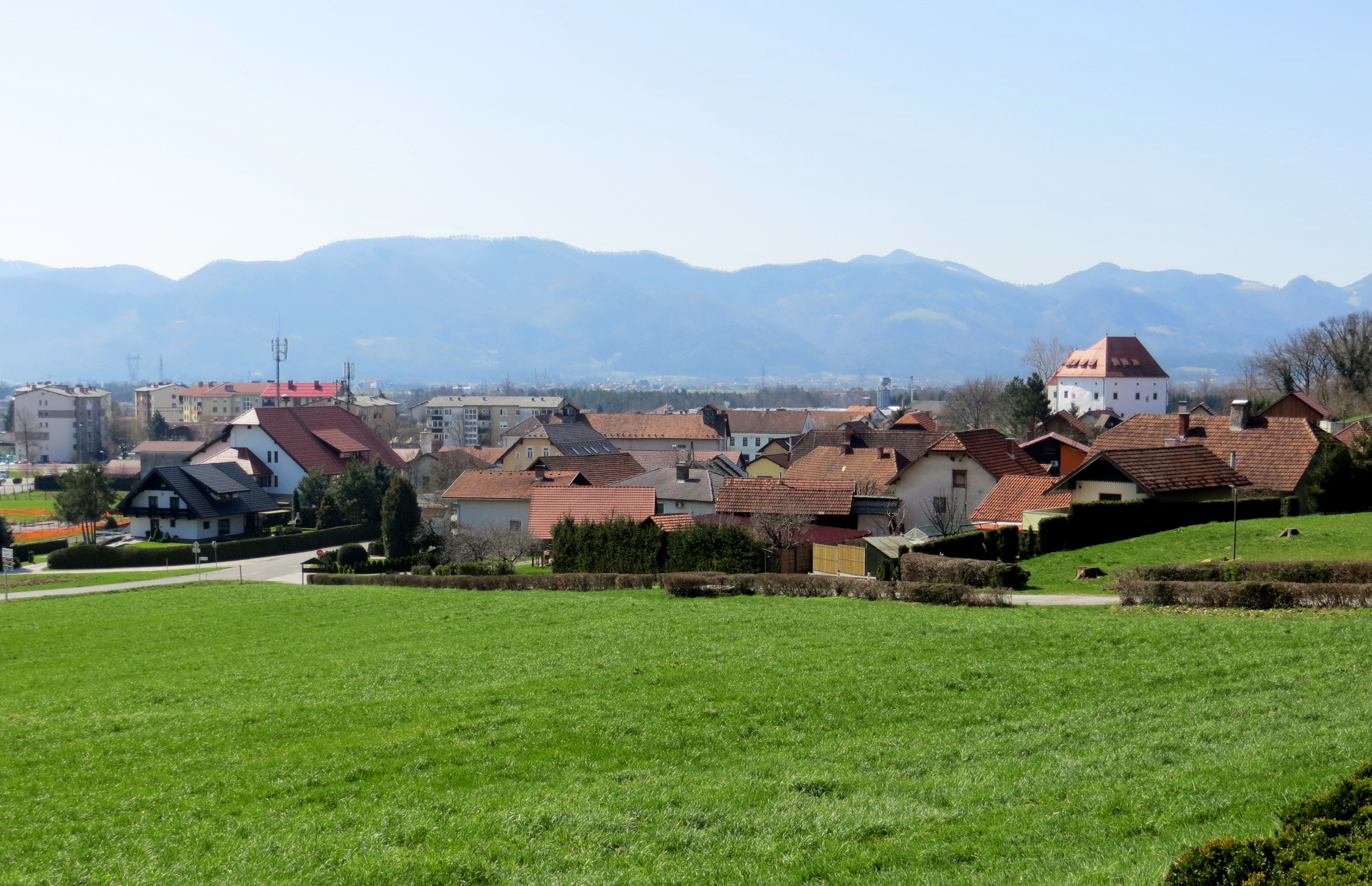
波尔泽拉

波尔泽拉市镇是斯洛文尼亞中部的一個市鎮，行政中心為波爾澤拉。面積34平方公里，2002年人口5,417。人口密度約160人/km2。

## 外部連結
- 官方网站  （斯洛文尼亚文）
- Polzela Municipality on Geopedia （页面存档备份，存于）